# Medranda (kommun)
Medranda är en kommun i Spanien.   Den ligger i provinsen Provincia de Guadalajara och regionen Kastilien-La Mancha, i den centrala delen av landet, 90 km nordost om huvudstaden Madrid.